# Nokia 5800
Nokia 5800 XpressMusic — смартфон від компанії Nokia, що є портативним мультимедіа центром. Телефон було презентовано 2 Жовтня 2008 року, реалізація почалася з 27 Листопада 2008 року. 23 Січня 2009 року компанія Nokia оголосила про поставку мільйонного екземпляру. На кінець першого кварталу 2009, від початку реалізації було поставлено вже понад 3 млн одиниць, на кінець 2-го кварталу — 6.8 млн. На 9 Вересня 2009 було реалізовано понад 10 000 000 копій

## Характеристики
- Корпус —моноблок з розмірами 111×51.7×15.5 мм та вагою 109 г. Гніздо для стилусу. Зліва: роз'єми для карти мікро SD та SIM-картки, зверху: міні-USB, аудіо-вихід 3.5 мм, гніздо для заряджання 2 мм.
- Екран даної моделі є сенсорним, має функцію автоматичного розвертання при повертанні телефону. Роздільна здатність екрану 640x360 пікселів, співвідношення сторін 16:9
- Звук у Nokia 5800 має два стерео-динаміки. Має стандартний аудіо-вихід міні джек — 3.5 мм. Є функція гучномовця.
- Фотографування. В даній моделі є дві фото-відео- камери. Оптика зроблена в компанії Carl Zeiss AG. Знімки зберігаються у форматі JPG та BMP.
  - 1-камера, основна (на тильній стороні) знімає зі здатністю 2048 × 1536 пікселів (3.2 Мп). Має 3-кратний цифровий зум та автофокус.
  - 2-камера, додаткова (на лицьовій стороні) передбачена для відео-зв'язку або ж автофотографій.
- Відео-зйомка здійснюється як TV-high: 640 × 480 пікселів, 30 кадрів в секунду, наявний 4-кратний цифровий зум.
- Спалах на тильній стороні реалізований двома діодами. Програмно можна змінювати частоту спалахів від 0 Гц (пітьма) до 30 Гц (безперервне світло). Опціонально може бути автоматичним при зйомці.
- Текст можна уводити як віртуальною клавіатурою QWERTY/ЙЦУКЕН, так і рукописним вводом.
- Управління. 8 Кнопок та сенсорний екран, з віртуальними тактильними кнопками. Акселерометр дозволяє керувати просто рухаючи апарат.
  - Телефон має 4 кнопки на правій боковій панелі: гучність +/-, блокування, фотоапарат.
  - 3 кнопки на лицьовій панелі: прийом/завершення дзвінка, та посередині кнопка меню.
  - На верхній панелі кнопка увімкнення/вимкнення.